# Stazione di Opicina Campagna
La stazione di Opicina Campagna era uno scalo ferroviario merci, adibito anche al deposito di materiale rotabile, posto nell'abitato di Opicina, sull'antico tracciato della ferrovia Meridionale.

## Storia
La stazione fu aperta nel 1864, allorquando la Imperial Regia Privilegiata Società della Ferrovia Meridionale istituì la fermata a due binari passanti di Opčina Haltestelle, sulla linea ferroviaria Trieste-Vienna. Il complesso, a quel tempo in territorio austriaco, a partire dal 1906 venne denominato Opcina Südbahnhof (“Opicina stazione della ferrovia Meridionale”), per distinguerlo dalla stazione Opcina Staatsbahnhof (“Opicina stazione delle Ferrovie dello Stato”), sorta in quello stesso anno non lontano, sulla ferrovia Transalpina, e gestita dalle Ferrovie imperiali dello Stato austriaco. I due scali furono congiunti da un raccordo ferroviario, lungo 2,033 km, di forma semicircolare, che fu operativo dal 23 luglio 1906, lo stesso giorno dell'inaugurazione della "stazione transalpina".
Con il passaggio di Trieste e del Carso all'Italia lo scalo iniziò ad essere gestito dalle Ferrovie dello Stato, che lo ribattezzarono nel 1918 con il nome di Opicina Campagna.
Nel 1943 la denominazione della stazione divenne Poggioreale Campagna, adeguandosi al nuovo nome della frazione del paese triestino dato dal regime.
Al termine della Seconda guerra mondiale, la stazione diventò valico di frontiera con la Jugoslavia della ferrovia Meridionale. Tra il 1947 ed il 1954 l'impianto fu esercitato dall'Azienda Autonoma delle Ferrovie del Territorio Libero di Trieste e, successivamente, tornò ad essere gestito dalle Ferrovie dello Stato.

Schema di unificazione delle stazioni del "nodo di Opicina"

Apparve evidente la necessità di fondere i due vicini impianti, modificando il tracciato originario della Meridionale. Con la "1ª legge speciale per Trieste" fu concesso il finanziamento per l'unificazione di questa stazione con quella di Poggioreale del Carso, posta sulla linea Jesenice-Trieste: i lavori iniziarono nel 1956 e si conclusero nel 1963. A partire da questa data la linea proveniente da Trieste venne fatta entrare nella stazione di Poggioreale del Carso, affiancandola al binario della "Transalpina", modifica di tracciato che venne apportata anche sul lato opposto del fascio di binari. La stazione di Poggioreale Campagna venne per tale motivo isolata dalla linea Meridionale e ridotta a scalo merci sussidiario, col nome di Scalo Campagna, e, conseguentemente, la gran parte del traffico merci e la totalità di quello passeggeri, prima smistati tra due distinti impianti, vennero gestiti dalla sola stazione di Villa Opicina, denominazione assunta dalla stazione di Poggioreale del Carso a partire dal 1968.